# Oxydesmus thomsoni
Oxydesmus thomsoni är en mångfotingart som först beskrevs av Lucas 1858.  Oxydesmus thomsoni ingår i släktet Oxydesmus och familjen Oxydesmidae. Inga underarter finns listade i Catalogue of Life.